# いながわしろう
いながわしろう（1963年11月18日 - ）は在日韓国人3世、大阪府出身の俳優。独自でも映画撮影を行っている。

## 映像
- 崔洋一監督作品「血と骨」祖国防衛隊
- パラビー「癒されたい男」 労働者役
- NetFelix「ポルノの帝王（村西とおる物語）」馬券うり役
- 2019年7月 「明治安田生命」インナーVP
- セクハラ団体職員役

## TV
- 「スカッとジャパン」南果穂編（会社役員役）
- 「突破ファイル」再現
- テレ東「共演N G」カメラマン役（レギュラー）（2020年）
- 「世界法廷ミステリー」裁判官役（2021年）
- 「ダークサイドミステリー（千里眼事件の光と闇）」（2021年）

## CM
- AIG損保face book CM パワハラ上司役
- 「ワイモバ親子ダンス」
- LION「下痢止めストッパー」
- サントリー「ボス」漁師編